# Dunbarton (New Hampshire)
Dunbarton – miasto w Stanach Zjednoczonych, w stanie New Hampshire, w hrabstwie Merrimack.